# En Avant de Guingamp
Az En Avant de Guingamp egy 1912-ben alapított francia labdarúgócsapat, mely jelenleg a Ligue 2-ben szerepel. Hazai mérkőzéseit a valamivel több mint 18 ezer néző befogadására alkalmas Stade du Roudourou-ban játssza.

## Története
A csapatot 1912-ben alapították, története során olyan híres játékosok fordultak meg benne, mint például Jean-Pierre Papin, Vincent Candela, Florent Malouda vagy Didier Drogba. 1994-ben másodikként zártak a harmadosztályban, így feljutottak a másodosztályba.
1995-ben a Ligue 2-ben is második helyezést értek el, így a következő szezontól az élvonalban szerepeltek. Az 1995/96-os szezonban megnyerték az Intertotó-kupát.
2009-ben másodosztályú csapatként megnyerték a francia kupát, ez előttük csak egy nem élvonalbeli klubnak sikerült. Később – már első osztályúként –, 2014-ben második kupagyőzelmüket ünnepelhették.

## Sikerek
- Intertotó-kupa
  - Győztes: 1996

- Francia kupa
  - Győztes: 2009, 2014
  - Ezüstérmes: 1997

- Ligue 2 (másodosztály)
  - Ezüstérmes: 1995, 2000

- Championnat National (harmadosztály)
  - Ezüstérmes: 1994

## Jelenlegi keret
2019. augusztus 25-e szerint.
| #  |            | Poszt | Név                 |
| -- | ---------- | ----- | ------------------- |
| 1  | FRA        | K     | Théo Guivarc'h      |
| 3  | FRA        | V     | Morgan Poaty        |
| 4  | FRA        | V     | Yohann Baret        |
| 5  | Gabon      | V     | Lloyd Palun         |
| 6  | Dél-Afrika | KP    | Lebogang Phiri      |
| 7  | FRA        | KP    | El-Hadji Ba         |
| 8  | FRA        | KP    | Pierrick Valdivia   |
| 9  | Haiti      | CS    | Frantzdy Pierrot    |
| 11 | FRA        | KP    | Louis Carnot        |
| 12 | CGO        | CS    | Yeni Ngbakoto       |
| 13 | FRA        | CS    | Christophe Mandanne |
| 14 | FRA        | CS    | Nathael Julan       |
| 15 | FRA        | V     | Jérémy Sorbon       |

| #  |     | Poszt | Név                  |
| -- | --- | ----- | -------------------- |
| 16 | FRA | K     | Marc-Aurele Caillard |
| 17 | MAR | CS    | Rachid Alioui        |
| 18 | FRA | KP    | Lionel Mathis (csk)  |
| 19 | FRA | V     | Grégory Cerdan       |
| 20 | CMR | V     | Félix Eboa-Eboa      |
| 22 | FRA | V     | Arthur Delalande     |
| 23 | MLI | CS    | Mana Dembélé         |
| 25 | FRA | V     | Reynald Lemaître     |
| 26 | FRA | KP    | Thibault Giresse     |
| 27 | FRA | V     | Sikou Niakaté        |
| 28 | FRA | V     | Jérémy Mellot        |
| 29 | FRA | KP    | Christophe Kerbrat   |
| 30 | FRA | K     | Dominique Youfeigane |

## Korábbi vezetőedzők
- Claude Pérard 1977-1978
- René Cédolin 1978-1981
- Raymond Kéruzoré 1981-1986
- Jean-Noël Huck 1986
- Yvan Le Quéré 1987-1988
- Jean-Paul Rabier 1988-1989
- Erick Mombaerts 1989-1990
- Alain De Martigny 1990-1993
- Yvon Schmitt 1993
- Francis Smerecki 1994-1999
- Guy Lacombe 1999-2002
- Bertrand Marchand 2002-2004
- Yvon Pouliquen 2004-2005 szeptember
- Alain Ravera 2005 szeptember-2006 május
- Patrick Remy 2006-2007
- Victor Zvunka 2007-2010
- Jocelyn Gourvennec 2010–

## Külső hivatkozások
- A Guingamp hivatalos honlapja